# NGC 3498
NGC 3498 је тројна звезда у сазвежђу Лав која се налази на NGC листи објеката дубоког неба.
Деклинација објекта је + 14° 21' 0" а ректасцензија 11h 1m 41,8s. Привидна величина (магнитуда) објекта NGC 3498 износи 11,6.